# كايسا (اسرير)
كايسا هي إحدى مشيخات المملكة المغربية، تتبع جغرافيا لإقليم كلميم وإداريًا لاسرير. يقدر عدد سكانها بـ 248 نسمة حسب الإحصاء الرسمي للسكان والسكنى لسنة 2004.